# Duna Művészegyüttes
A Duna Művészegyüttes egy 24 fős tánckarból és 5 tagú népi zenekarból álló folklór formáció, melynek tagjai hivatásos néptáncosok és hangszeres művészek.

## Kezdet
Az együttes 1957-ben alakult, a magyar néptánchagyományok megjelenítése céljából. Műsoruk a magyar néptánckultúra legszebb gyöngyszemeit tartalmazza, a zenekar pedig hű tolmácsolója a magyar zenének. Az együttes 24 fős tánckarból, és 5 tagú zenekarból áll. Az együttes éves szinten több száz előadást tart szerte az országban, beleértve a heti rendszerességű fellépéseket a Duna Palotában. Folklór műsoraival a hazai és külföldi néptánc fesztiválok állandó résztvevője. Fellépnek többek közt a Győri Magyar Táncfesztiválon és a  Szolnoki Néptáncfesztiválon is. Előadásaikkal olyan rangos színházi gálákra kaptak meghívást, mint a Pécsi Országos Színház Fesztivál és a Veszprémi Országos Kortárs Tánc Fesztivál.

## Repertoár
A táncszínházi előadásaik létrehozásában a kortárs tánc és színház kiemelkedő alkotói (Bozsik Yvette, Mándy Ildikó, Horváth Csaba, Kovács Gerzson Péter, Pintér Béla) működtek közre.
A Duna Művészegyüttes kiemelt céljának tartja, hogy ledöntse az emberekben a műfajjal szemben kialakult előítéleteket, bemutatva, hogy a néptánc az érzelmek, kulturális értékek és történetek megjelenítésének látványos és kifejező eszköze lehet. Az együttes repertoárjában fontos helyet foglalnak el a néptáncelemeket felhasználó gyermek- és ifjúsági előadások, valamint a néptáncot és a kortárs táncot ötvöző bemutatók.

## Társprojektek
A Duna Művészegyüttes mellett működő Duna Táncműhely lehetőséget nyújt az alkotói kísérletezésre, a néptánc színházi megjelenítésére. Az együttest kísérő Göncöl Zenekar önálló koncerteket is ad, amelyek elsősorban az autentikus népzenére épülnek.
A Duna Művészegyüttes évekig társrendezője volt a budapesti Duna Karneválnak, 2004-ben pedig (görög, spanyol, olasz, ciprusi, finn, erdélyi és lengyel partnereivel együtt) útjára indította a nyolc országot végigutazó Európai Tánckaraván elnevezésű programot.